# La Pierre de foudre (La Patrouille des Castors)
La Pierre de foudre est la trente-sixième histoire de la série La Patrouille des Castors de Mitacq. Elle est publiée pour la première fois du no 2864 au no 2872 du journal Spirou. Puis elle est publiée sous forme d'album en 1993.